# Stenygrocercus
Stenygrocercus es un género de arañas migalomorfas de la familia Dipluridae. Se encuentra en Nueva Caledonia.

## Lista de especies
Según The World Spider Catalog 11.5:
- Stenygrocercus alphoreus Raven, 1991
- Stenygrocercus franzi Raven, 1991
- Stenygrocercus kresta Raven, 1991
- Stenygrocercus recineus Raven, 1991
- Stenygrocercus silvicola (Simon, 1889)
- Stenygrocercus simoni Raven, 1991